# 法蘭西斯·高爾頓

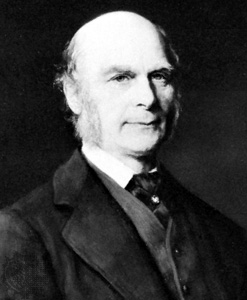
法蘭西斯·高爾頓

法蘭西斯·高爾頓爵士，FRS（英語：Sir Francis Galton，1822年2月16日—1911年1月17日），英格蘭維多利亞時代的博学家、人類學家、優生學家、熱帶探險家、地理學家、發明家、氣象學家、統計學家、心理學家和遺傳學家，查爾斯·達爾文的表弟

## 生平
高爾頓一生中發表了超過340篇的報告和書籍，他在1909年获封爵士。他在1883年率先使用「優生學」（eugenics）一詞。在他於1869年的著作《遺傳的天賦》（Hereditary Genius）中，高爾頓主張人類的才能是能夠透過遺傳延續的。
他在統計學方面也有貢獻，高爾頓在1877年發表關於種子的研究結果，指出子代的種子大小有迴歸到平均值（regression toward the mean）的現象，建立了迴歸分析 (regression analysis) 這一套被廣為使用的統計方法。在此後的研究中，高爾頓第一次使用了相關係數（correlation coefficient）的概念。他使用字母“r”來表示相關係數，這個傳統一直延續至今。同時他也發表了關於指紋的論文和書籍，被認為對於現代利用指紋進行犯罪搜查方面有很大的貢獻。
他在心理學方面也有貢獻，他在1884年出版《品格的測量》，是差异心理学和心理测量学的科学方法的創立者。

## 延伸阅读
1. Gillham, Nicholas Wright (2001). A Life of Sir Francis Galton: From African Exploration to the Birth of Eugenics. Oxford University Press: New York. ISBN 0-19-514365-5
2. Bulmer, Michael (2003). Francis Galton: Pioneer of Heredity and Biometry. Johns Hopkins University Press. ISBN 0-8018-7403-3
3. 《心理測量與測驗》（第2版）鄭日昌主編 中國人民大學出版社p239-243

## 外部連結
- （英文）高頓完整作品列表 （页面存档备份，存于）（Galton.org），包含所有出版書籍、科學報告、在大眾媒體上發表的文章，以及其他未公開發表的作品和傳記資料。
- （英文）歷史與數學（History and Mathematics） （页面存档备份，存于）
- （英文）人類記憶 - 阿姆斯特丹大學 （页面存档备份，存于），根據高頓的成就進行的實驗